# 문화사색
《문화사색》은 2005년 10월 28일부터 2019년 10월 10일까지 방영되었던 MBC TV의 시사 교양 프로그램이었다.

## 방송 시간
| 방송 채널 | 방송 기간                           | 방송 시간                                 | 방송 분량 |
| --------- | ----------------------------------- | ----------------------------------------- | --------- |
| MBC TV    | 2005년 10월 28일 ~ 2006년 4월 28일  | 매주 금요일 오전 11시 ~ 11시 55분         | 55분      |
| MBC TV    | 2006년 5월 25일                     | 매주 목요일 밤 12시 50분 ~ 새벽 1시 45분  | 55분      |
| MBC TV    | 2006년 7월 13일                     | 매주 목요일 오후 3시 5분 ~ 4시            | 55분      |
| MBC TV    | 2006년 7월 19일 ~ 2007년 5월 16일   | 매주 수요일 오후 3시 10분 ~ 4시           | 50분      |
| MBC TV    | 2007년 5월 23일 ~ 2008년 5월 21일   | 매주 수요일 오후 1시 30분 ~ 2시 20분      | 50분      |
| MBC TV    | 2008년 5월 27일 ~ 2010년 10월 26일  | 매주 화요일 오후 2시 15분 ~ 3시 5분       | 50분      |
| MBC TV    | 2010년 11월 1일 ~ 2011년 5월 23일   | 매주 월요일 오후 1시 15분 ~ 2시 15분      | 1시간     |
| MBC TV    | 2011년 6월 2일 ~ 2011년 11월 24일   | 매주 목요일 낮 11시 ~ 12시                | 1시간     |
| MBC TV    | 2011년 12월 1일 ~ 2012년 10월 4일   | 매주 목요일 저녁 5시 ~ 6시                | 1시간     |
| MBC TV    | 2012년 10월 9일 ~ 2012년 12월 18일  | 매주 화요일 낮 1시 10분 ~ 2시             | 50분      |
| MBC TV    | 2013년 1월 8일 ~ 2013년 3월 12일    | 매주 화요일 새벽 2시 5분 ~ 2시 55분       | 50분      |
| MBC TV    | 2013년 3월 18일 ~ 2014년 11월 10일  | 매주 월요일 낮 2시 10분 ~ 3시             | 50분      |
| MBC TV    | 2014년 11월 18일 ~ 2015년 1월 20일  | 매주 화요일 낮 12시 20분 ~ 1시 20분       | 1시간     |
| MBC TV    | 2015년 1월 26일 ~ 2015년 11월 2일   | 매주 월요일 낮 3시 40분 ~ 4시 25분        | 45분      |
| MBC TV    | 2015년 11월 10일 ~ 2016년 9월 27일  | 매주 화요일 낮 1시 20분 ~ 2시 5분         | 45분      |
| MBC TV    | 2016년 10월 5일                     | 매주 수요일 새벽 2시 10분 ~ 2시 55분      | 45분      |
| MBC TV    | 2016년 10월 19일 ~ 2016년 10월 26일 | 매주 수요일 새벽 2시 10분 ~ 2시 55분      | 45분      |
| MBC TV    | 2016년 10월 13일                    | 매주 목요일 새벽 2시 20분 ~ 3시 5분       | 45분      |
| MBC TV    | 2016년 11월 3일 ~ 2017년 3월 23일   | 매주 목요일 새벽 2시 ~ 2시 45분           | 45분      |
| MBC TV    | 2017년 3월 30일 ~ 2017년 4월 6일    | 매주 목요일 새벽 2시 10분 ~ 2시 55분      | 45분      |
| MBC TV    | 2017년 4월 13일 ~ 2017년 4월 27일   | 매주 목요일 새벽 2시 15분 ~ 3시           | 45분      |
| MBC TV    | 2017년 5월 4일 ~ 2017년 7월 27일    | 매주 목요일 새벽 2시 20분 ~ 3시 5분       | 45분      |
| MBC TV    | 2017년 7월 31일 ~ 2018년 3월 5일    | 매주 월요일 낮 12시 20분 ~ 1시 10분       | 50분      |
| MBC TV    | 2018년 3월 12일 ~ 2018년 3월 19일   | 매주 월요일 낮 1시 30분 ~ 2시 20분        | 50분      |
| MBC TV    | 2018년 3월 30일 ~ 2018년 9월 7일    | 매주 금요일 새벽 1시 ~ 1시 20분           | 50분      |
| MBC TV    | 2018년 9월 20일 ~ 2018년 10월 4일   | 매주 목요일 밤 12시 55분 ~ 새벽 1시 45분  | 50분      |
| MBC TV    | 2018년 10월 11일                    | 매주 목요일 밤 12시 50분 ~ 새벽 1시 40분  | 50분      |
| MBC TV    | 2019년 8월 1일                      | 매주 목요일 밤 12시 50분 ~ 새벽 1시 40분  | 50분      |
| MBC TV    | 2019년 8월 22일 ~ 2019년 9월 5일    | 매주 목요일 밤 12시 50분 ~ 새벽 1시 40분  | 50분      |
| MBC TV    | 2018년 10월 18일 ~ 2018년 10월 25일 | 매주 목요일 밤 12시 45분 ~ 새벽 1시 35분  | 50분      |
| MBC TV    | 2019년 3월 28일 ~ 2019년 4월 11일   | 매주 목요일 밤 12시 45분 ~ 새벽 1시 35분  | 50분      |
| MBC TV    | 2019년 9월 19일 ~ 2019년 10월 3일   | 매주 목요일 밤 12시 45분 ~ 새벽 1시 35분  | 50분      |
| MBC TV    | 2018년 11월 1일 ~ 2018년 11월 15일  | 매주 목요일 밤 12시 40분 ~ 새벽 1시 30분  | 50분      |
| MBC TV    | 2018년 11월 22일 ~ 2019년 1월 24일  | 매주 목요일 밤 12시 25분 ~ 새벽 1시 15분  | 50분      |
| MBC TV    | 2019년 1월 31일 ~ 2019년 3월 21일   | 매주 목요일 밤 12시 30분 ~ 새벽 1시 20분  | 50분      |
| MBC TV    | 2019년 5월 23일 ~ 2019년 7월 18일   | 매주 목요일 밤 12시 30분 ~ 새벽 1시 20분  | 50분      |
| MBC TV    | 2019년 4월 18일 ~ 2019년 5월 16일   | 매주 목요일 밤 12시 35분 ~ 새벽 1시 25분  | 50분      |
| MBC TV    | 2019년 8월 9일                      | 매주 금요일 새벽 1시 35분 ~ 새벽 2시 25분 | 50분      |
| MBC TV    | 2019년 8월 16일                     | 매주 금요일 새벽 1시 15분 ~ 새벽 2시 5분  | 50분      |
| MBC TV    | 2019년 9월 13일                     | 매주 금요일 새벽 1시 15분 ~ 새벽 2시 5분  | 50분      |
| MBC TV    | 2019년 10월 10일                    | 매주 목요일 밤 12시 20분 ~ 새벽 1시 10분  | 50분      |

## 코너
- 문화 트렌드 X
- 아트 다큐 - Who Are You
- 책 읽는 풍경 (舊, 고전의 유혹)
- 문화 & 이슈

## 방송 내용
- 352회 (2013년 5월 20일)
  - 5.18에 주목하는 두 가지 시선! 연극 ‘푸르른 날에’ vs 연극 ‘짬뽕’
  - 붓을 만난 스포츠, 예술이 되다!
  - 도심 속 여유. 도시 농부들의 특별한 삶!
- 353회 (2013년 5월 27일)
  - 세계적인 싱어송라이터 제이슨 므라즈 내한 공연
  - 공간의 재발견! 미술관의 色다른 변신!
  - 추억이 살아 숨 쉬는 공간, 만화방의 부활
- 354회 (2013년 6월 3일)
  - 스테디셀러 브로드웨이 뮤지컬 <브로드웨이 42번가>
  - 조작 사진의 정체, 진짜 같은 가짜를 찍다!
  - 세계 패션의 중심에 선, 한국의 디자이너를 만나다!